# Battlecreek
Battlecreek é um filme independente de drama romântico estadunidense de 2017 estrelado por Bill Skarsgård, Paula Malcomson e Claire van der Boom, e dirigido por Alison Eastwood. É sobre um jovem com uma doença de pele rara que o obriga a evitar a luz solar. Ele conhece uma jovem depois que seu carro quebra, o que o leva a mudar de vida.

## Enredo
Henry Pearl (Bill Skarsgård) é um jovem que sofre de uma doença de pele rara que resulta em queimaduras graves por exposição ao sol. Ele tem cicatrizes em seu corpo de um acidente de infância que ocorreu quando ele vagou para fora, sem supervisão. Seu pai supostamente estava bêbado em casa na época e abandonou a família pouco tempo depois.
Como resultado de sua condição, Henry fica acordado principalmente à noite e mora em casa com sua mãe superprotetora, Tallulah (Paula Malcomson), na cidade de Battlecreek , no sul dos Estados Unidos. Ele passa o tempo frequentando um restaurante local, atendido pela gentil garçonete Melinda (Dana Powell), trabalhando no turno da noite em um posto de gasolina com o amigo da família Arthur (Delroy Lindo) e pintando murais nas paredes de seu quarto.
Uma mulher misteriosa chamada Alison (Claire van der Boom) fica presa quando seu carro quebra. Henry a conhece quando ela é contratada como garçonete para pagar os reparos. Um romance logo se desenvolve, para desgosto de sua mãe. Apesar de suas diferenças, eles efetuam mudanças positivas um no outro; Henry fica mais confiante, enquanto Alison começa a se abrir emocionalmente.
Quando Cy (Toby Hemingway), ex-namorado abusivo e traficante de Allison, a rastreia, seu primeiro instinto é correr e deixar Henry para trás. Ele então descobre com Arthur que seu pai deixou a família antes do acidente. Ele pressiona Tallulah para obter mais informações e ela confessa que foi ela quem estava bêbada e não conseguiu mantê-lo dentro de casa naquele dia fatídico. Com o coração partido e sentindo-se traído, Henry se muda para fora de casa.
Alison, entretanto, é sequestrada por Cy. Ele ameaça torturá-la, mas ela consegue se livrar de suas restrições e matá-lo. Ela embrulha o cadáver dele e o afunda em um bayou próximo.
Allison e Henry se reencontram. Ele diz a ela que não quer mais se esconder da vida. Eles deixam Battlecreek juntos em seu carro consertado.

## Elenco
- Bill Skarsgård como Henry
- Paula Malcomson como Tallulah
- Claire van der Boom como Alison
- Delroy Lindo como Arthur
- Toby Hemingway como Cy
- Dana Powell como Melinda

## Recepção
O filme não foi amplamente resenhado. Joe Leydon, da Variety, foi positivamente afetado pelo filme, escrevendo "Uma das qualidades mais impressionantes de Battlecreek, um drama de queima lenta ambientado em uma cidade quente do Mississippi, é a maneira como supera as expectativas do público ao fazer um ou dois desvios surpresa enquanto cobre um terreno familiar." De acordo com Gary Goldstein do Los Angeles Times, "o roteiro sério de Anthea Anka consegue pintar Henry como um sujeito poético e gentil, mas com autocontrole silencioso o suficiente para evitar afundá-lo no pathos. É um ato de equilíbrio complicado, lindamente correspondido pela representação de Skarsgård." Justin Lowe do The Hollywood Reporter não ficou impressionado, escrevendo "O primeiro roteiro produzido por Anka resiste apenas de forma intermitente à tentação de confiar em clichês, em vez de criatividade, para contar a história tardia de Henry sobre a maioridade. Eastwood também não parece inclinada a salvar o filme de um sofrimento sentimental, cedendo à predileção convencionalmente concebida de Anka por redimir seus personagens física e moralmente imperfeitos, junto com um conjunto de pontos de trama previsíveis que convergem apenas com força deliberada."